# Georg Karl Friedrich von Kaltenborn
Georg Karl Friedrich von Kaltenborn (* 25. März 1805 in Rüsseina; † 2. September 1875 in Marburg) war ein kurfürstlich hessischer Generalmajor und Kriegsminister.

## Leben
Kaltenborn entstammte der schlesisch-meißnischen Uradelsfamilie Kaltenborn-Stachau. Er stand seit 1819 im kurhessischen Militärdienst und wurde 1842 Hauptmann. Er war seit 1850 Major und Kommandeur des kurhessischen Landwehrbataillons. 1852 wurde er Oberst und Regimentskommandeur. Von 1855 bis 1859 war er als kurhessischer Kriegsminister tätig, avancierte zum Generalmajor und erhielt am 30. September 1856 das Kommandeurkreuz II. Klasse des Wilhelmsordens.